# Морская улица (Сестрорецк)
Морска́я у́лица — улица в городе Сестрорецке Курортного района Санкт-Петербурга. Проходит от Парковой улицы до улицы Первого Мая.
Название известно с 1900 года. Оно связано с тем, что западнее начала улицы находится Финский залив Балтийского моря.
На участке от дома 17 до улицы Максима Горького отсутствует из-за расположенном там Сестрорецкой железнодорожной линии.
Изначально Морская улица шла от Парковой улицы за улицу Первого Мая. 28 декабря 2016 года 80-метровый участок за улицей Первого Мая был исключен из состава Морской улицы, поскольку проектом планировки он был отнесен к внутриквартальным проездам.

## Застройка
- № 14 — жилой дом (1917[5])
- № 15 — жилой дом (1917[5])
- № 24 — жилой дом. Построен в 2015 году. В связи с кризисом его фасад был облицован дешевым материалом с надеждой в будущем заменить дорогой терракотой[6].
- № 32 — жилой дом (1917[5])
- № 34 — жилой дом. В 2009 году было снесено располагавшееся на этом участке «нежилое одноэтажное здание, подвергшееся разрушению». Теперь там строится жилой дом[7].

## Перекрёстки
- Парковая улица
- Улица Григорьева
- Зоологическая улица
- Улица Коммунаров
- Малая Канонерская улица
- Улица Максима Горького
- Улица Первого Мая